# Ореховская организованная преступная группировка
Оре́ховская ОПГ — преступная группировка на территории Москвы 1990-х годов.

## История
Ореховская группировка получила своё название от жилого массива Москвы Орехово-Борисово, где проживало большинство её членов. Она начала зарождаться ещё в середине 1980-х годов и окончательно сформировалась к 1988 году. В состав этой ОПГ вошли многие бывшие спортсмены, которые, ввиду отсутствия перспектив в профессиональном спорте, а также не имея реальной профессии, надеялись завладеть деньгами на криминальном поприще. В то время им всем было по 18-25 лет. Своей территорией группировка считала не только район Орехово-Борисово, но и почти весь юг и юго-запад Москвы.
Главой Ореховской ОПГ стал бывший тракторист из деревни Клин Боровичского района Новгородской области Сергей Тимофеев, получивший кличку «Сильвестр» за свою внушительную мускулатуру (по аналогии с Сильвестром Сталлоне). Он имел обширные связи в криминальном мире, в частности, водил дружбу со многими известными ворами в законе:
- Андреем Исаевым, известным также под кличкой «Роспись»;
- Павлом Захаровым, известным также как «Паша Цируль»;
- Вячеславом Иваньковым, известным также под кличкой «Япончик».

К моменту образования группировки Тимофеев наладил связи с другими такими же группировками, в частности, Солнцевской ОПГ и её лидером Сергеем Михайловым по кличке «Михась».
Впервые в поле зрения МУРа Тимофеев попал в 1988 году, когда в июле того же года произошла драка между участниками бригады наперсточников и представителями азербайджанской диаспоры. Драка случилась после того, как азербайджанцы, занимавшейся скупкой дефицитных товаров в магазине Белград в Орехово, проиграли в напёрстки и отказались платить. Тимофеев был руководителем этой бригады. Следователь МУРа Владимир Новиков достаточно подробно рассказал о тех событиях.

### 1980-е годы
Первые деньги бандиты получили путём разбойных нападений на караваны водителей-дальнобойщиков. Члены ОПГ в масках выбрасывали их из машин, а затем продавали машины и перевозимый груз. Затем «ореховские» взяли под свой контроль в вышеуказанных районах практически всех напёрсточников, автоугонщиков и квартирных воров. Тогда же, в конце 1980-х годов началась и эпоха рэкета. Под контролем группировки оказались ряд кооперативов, ресторанов, предприятий. Ореховская преступная группировка стала одной из первых ОПГ, попытавшихся взять под контроль организаторов концертов эстрадных исполнителей (например, известен случай вымогательства в 1989 году в отношении Владимира Кузьмина и его группы «Динамик»).
Первые конфликты у "Ореховских" начались также в конце 1980-х годов. С 1988 года они серьёзно начали конфликтовать с этническими группировками азербайджанцев и чеченцев с целью выбить из-под их покровительства крупнейший в СССР рынок в Южном порту. Желание взять под свой контроль южные районы Москвы вызвало конфликты с Нагатинской и Подольской ОПГ. Наиболее серьёзным из этих конфликтов стал конфликт с чеченскими ОПГ. «Ореховские» заключили союз с «солнцевскими» против них, однако к 1990 году он распался. Тем не менее, Тимофеев продолжал считаться в Солнцевской ОПГ авторитетом, и конфликтов с ним старались избегать.
В 1989 году Сильвестра и часть его группировки арестовали по обвинению в вымогательстве и приговорили к 3 годам лишения свободы. Освободившись условно-досрочно, он вернулся в группировку и занялся легальным бизнесом.

### 1990-е годы

Могилы умерших «ореховских» на Введенском кладбище Москвы.

В 1991 году Тимофеев и его группировка стали обращать весьма пристальное внимание на банковский бизнес. В результате активной работы в этом направлении, Ореховская ОПГ стала контролировать порядка 30 банков Центрального региона России. Помимо этого, Сильвестр занимался всем, что только могло приносить доход — индустрией драгоценных камней и драгоценных металлов, недвижимостью, автомобильным бизнесом, делал попытки прибрать к рукам определённый сегмент нефтяного рынка. Деньги от операций группировки переводились в иностранные банки, а сам Тимофеев женился и оформил себе двойное гражданство, став гражданином Израиля Сергеем Жлобинским. Таким образом, начиная с 1993—1994 годов, «ореховские» одними из первых криминальных структур стали легализовывать свои доходы.
Сильвестр старался самоустраниться от криминальных операций, зачастую просто перепоручая их своим союзникам, например группировке Сергея Круглова по кличке «Серёжа Борода». В ноябре 1993 года Круглов исчез, а 5 января 1994 года его тело нашли в реке Яузе. По признанию Сергея Буторина, «Борода» был задушен по прямому указанию Сильвестра. Также в то время наблюдалось активное сотрудничество «ореховских» с Измайловской, Таганской, Перовской и рядом других столичных преступных группировок. В сентябре 1993 года в Нагатино был убит Дмитрий Шарапов по кличке «Димон», а в октябре 1993 — Леонид Клещенко по кличке «Узбек-старший».
Бойцы «ореховских» в то время были довольны положением вещей. Они получали стабильный доход, а существенных потерь группировка практически не несла. Тимофеев был признанным лидером всех славянских преступных группировок, естественных антагонистов кавказских ОПГ. Его авторитет был огромным.
13 сентября 1994 года на 3-й Тверской-Ямской улице «Мерседес 600SEC» Сильвестра был взорван вместе с его хозяином. По одной из версий, убийство организовал Япончик, по другой — лидеры Курганской ОПГ. Со всеми ними в последние месяцы жизни Сильвестра возникли конфликты. Также немало слухов ходило, что Сильвестра ликвидировала «Белая стрела»
Смерть лидера стала страшным ударом для группировки. После смерти Сильвестра, бывшие соратники стали сражаться за его место. Некогда монолитная Ореховская ОПГ фактически распалась на около 15 группировок.
В мае 1995 года был убит Сказка. 22 июня 1995 года убит Александр Клещенко по кличке «Узбек-младший» (1976—1995). Клещенко-младший никогда не снимал бронежилета. Зная об этом, киллеры сначала стреляли ему по ногам — а когда он упал — добили выстрелами в голову. Пистолет ПМ, который Узбек успел достать, ему не помог. 22 августа возле своего дома по улице Генерала Белова двумя неизвестными был убит по заказу Двоечника 20-летний авторитет «ореховских» Юрий Николаевич Польщиков по кличке «Кот». 23 августа в посёлке Развилка Двоечником и его людьми был похищен ещё один авторитет — Юрий Шишенин. Его вывезли в безлюдное место, распороли ножом живот и горло, затем сбросили в отстойник.
Несмотря на это, никаких доказательств против бандитов у правоохранительных органов не было. Так, например, в марте 1995 года, возле кинотеатра «Мечта» в Москворечье произошла разборка между «ореховскими» и «тамбовскими», в результате которой двое «тамбовских» погибли. Участвовавшие в разборке «ореховские» были арестованы, однако через несколько дней отпущены на свободу.
В мае 1996 года, с третьей по счёту попытки, убит Двоечник. 30 ноября 1998 года убит Витоха. 25 октября 2001 года возле ресторана «Бордо»  киллером застрелен Самвел Мардоян («Гамлет»).
Для поддержания власти в группировке устраивались чистки. Убийства часто поручались друзьям и даже родственникам жертвы, чтобы сломить психологически.
За время чисток в группировке было убито не менее 150 человек, в основном своими, вместе с тем, для спасения некоторых «братков» от уголовного преследования, на подкуп чиновников и сотрудников правоохранительных органов выделялись суммы соразмеряемые со стоимостью квартиры в Москве в тот период времени.
Сергей Буторин, понимая, что и ему грозит та же судьба, инсценировал собственную смерть и эмигрировал в Испанию, где был арестован и экстрадирован в Россию 4 марта 2010 года. 6 сентября 2011 года приговорён к пожизненному заключению.

## Разгром
Начиная с конца 1990-х годов прошли массовые аресты оставшихся в живых членов Ореховской ОПГ, к этому времени ОПГ превратилась в уникальную структуру, убийства в которой приобрели фактически ритуальный характер, последнее отмечали как специалисты, так и случайные сокамерники братков, к примеру, Сергей Мавроди, так, один из авторитетов ореховской ОПГ Дмитрий Белкин известен характерным высказыванием об отношениях внутри банды: «Друзей должны убивать друзья». Такие дикие явления, как расчленение трупов сапожным ножом и массовые расстрелы стали возможны ещё и потому, что немало уцелевших бандитов стали наркоманами.
В феврале 2000 года прокуратура Москвы завершила расследование дела ореховской бригады Игоря Чернакова («Двоечника»). На скамье подсудимых оказались 13 членов банды, среди которых Дмитрий Баранчиков («Ураган»), Руслан Эртуганов («Рус»), Виктор Маковец («Макар»), Вадим Логинов («Очкарик»), Михаил Кудрявцев («Берлога»), Александр Ромашкин («Ромаха»), Денис Лебенков («Дэн»), Дмитрий Власов («Влас») и другие. В середине мая 2000 года сотрудники МУРа задержали ореховского авторитета Игоря Масленникова («Племянник»).
В июле 2000 года была арестована целая банда киллеров, в числе которых оказался и убийца Солоника Александр Пустовалов («Саша-Солдат»). Им предъявили обвинения в совершении нескольких десятков убийств.
19 мая 2004 года состоялся суд, на котором один из членов группировки Александр Васильченко приговорён к пожизненному заключению, Александр Пустовалов получил 22 года тюрьмы, Дмитрий Куликов и Сергей Филатов — по 18 лет, Виталий Александров, Владимир Каменецкий, Иван Саусараис, Олег Пронин и Руслан Полянский — по 17 лет, Александр Кравченко — 8 лет, Яков Якушев и Дмитрий Усалев — по 8 лет условно. Ещё один член группировки Виктор Сидоров получил 5 лет и был освобождён в зале суда вместе с Якушевым и Усалевым.
В 2002 году состоялся суд еще над 13 преступниками, затем прошло ещё несколько процессов. Практически все лидеры «ореховских» были убиты, поэтому суды прошли в основном над рядовыми исполнителями. 23 января 2003 года был задержан активный участник ОПГ Алексей Гусев участвовавший в убийстве Солоника и Светланы Котовой.
5 июня 2005 года были арестованы Игорь Смирнов («Медведь») и Владимир Сурков («Михей») по подозрению в двойном убийстве: Чурсина и Губанова. Задержание состоялось буквально за несколько дней до истечения срока давности преступления, что, конечно, сильно раздосадовало «Медведя». О его роли в этих убийствах поведал сыщикам задержанный бандит в обмен на свободу. По его рассказу в конце июня 1995 года Медведь повздорил с Чурсиным и Губановым у ресторана «Орехово», потом застрелил их и вывез тела на Борисовские пруды. В 2006 году Мосгорсуд приговорил Игоря Смирнова к 21 году заключения, его сообщников — Игоря Лосева и Владимира Кузнецова (Торпеда-младший) — к 12 и 10 годам соответственно.
В 2006 году был задержан последний из главных киллеров Алексей Шерстобитов («Лёша-Солдат»). Как и в случае с Игорем Смирновым, его выдал задержанный бандит. «Лёша-Солдат» обвинялся в целой серии громких убийств и покушений, среди которых выделяются убийства авторитета Игоря Юркова («Удав»), Григория Гусятинского («Гриня») и владельца клуба «Доллс» Иосифа Глоцера. Но особенно громким стал расстрел Отари Квантришвили («Отарик») у Краснопресненских бань, который совершил Шерстобитов в апреле 1994 года с чердака одного из домов поблизости. Разбирательство шло 2 года и закончилось обвинительным вердиктом коллегии присяжных в Мосгорсуде в конце сентября 2008 года. Алексей Шерстобитов приговорён к 23 годам заключения, Павлу Макарову и Сергею Елизарову, которые помогали убийце, дали 16 и 11 лет.
Первым из числа «вынужденных возвращенцев» стал Руслан Зайцев, которого 15 января 2001 года депортировала Венгрия. По мнению оперативников 29-летний Зайцев был активным участником одной из ореховских банд. МВД России разыскивало его с 9 октября 1995 года.
15 февраля 2001 года, спустя месяц после экстрадиции Зайцева, испанский спецназ в пригороде Барселоны арестовал лидеров Ореховской ОПГ: Сергея Буторина и его 29-летнего напарника Марата Полянского. Представитель России Трушкин лично присутствовал на операции: в момент, когда Буторин попытался выхватить пистолет, Трушкин крикнул: «Ося, не балуй!» — и лидер банды сдался. МВД России добивалось выдачи Буторина, так как накопилась достаточная база обвинений: вымогательства и организация 29 убийств. Бандиты активно сопротивлялись при аресте, так как понимали, что в России их ждет суровое наказание вплоть до пожизненного заключения. Однако Испания не торопилась с выдачей. Лишь по прошествии 8 лет заключения за незаконное хранение оружия, в октябре 2009 года был экстрадирован Марат Полянский, а в начале марта 2010 года — Сергей Буторин.
2 сентября 2002 года в Одессе сотрудники МУРа и украинской милиции задержали Олега Пылёва («Саныч»), Сергея Махалина («Камбала») и других активных участников Ореховской ОПГ, находившихся в международном розыске за серию убийств. Вскоре их экстрадировали в Россию.
В августе 2005 года, после серии холостых задержаний, был экстрадирован из Испании старший брат Олега Пылёва, Андрей Пылёв («Малой»).
17 августа 2005 года Московский городской суд вынес приговор 11 членам Ореховской ОПГ, орудовавшей в Москве в начале 90-х годов. Подсудимые, на счету которых 18 убийств и другие тяжкие преступления, приговорены к срокам заключения от 4 до 24 лет. Самый большой срок (24 года в колонии строгого режима) получил главарь банды Олег Пылёв. На 10 лет осуждён Андрей Гусев («Макар»), который вместе с Пустоваловым убивал Александра Солоника в январе 1997 года. Однако спустя два года вновь открывшиеся обстоятельства вынудили Мосгорсуд пересмотреть приговор Пылёву, и в начале сентября 2007 года он, а также Сергей Махалин («Камбала»), Олег Михайлов («Хохол») были приговорены к пожизненным заключениям. В настоящее время Михайлов отбывает назначенное ему наказание в ИК-5 («Вологодский пятак») в Вологодской области.
27 сентября 2006 года Мосгорсуд вынес приговор по делу одного из лидеров Ореховской ОПГ, 44-летнего Андрея Пылёва («Малой»). Суд приговорил Пылёва к 21 году лишения свободы. Пылёва признали виновным в бандитизме, а также убийстве (три заказных убийства, включая убийство киллера Солоника и его подруги, фотомодели Светланы Котовой) и покушении на убийство.
В мае 2011 года в Мадриде (Испания) был арестован Дмитрий Белкин, возглавивший «ореховских» после ареста в 2001 году Андрея Пылева, Сергея Буторина и Марата Полянского.
6 сентября 2011 года суд признал Буторина виновным в 36 убийствах и покушении на жизнь 9 человек и приговорил к пожизненному заключению с отбыванием наказания в колонии особого режима. Марат Полянский признан виновным в 6 убийствах и покушении на жизнь троих и приговорён к 17 годам заключения. В настоящее время Буторин отбывает наказание в ИК-18 («Полярная сова») в Ямало-Ненецком автономном округе.
Для некоторых из бандитов расплата наступила далеко не сразу, к примеру, лидер одинцовской бригады Белкин, вплоть до задержания в Испании, шестнадцать лет путешествовал по Европе с супругой. 
23 октября 2014 года Мособлсуд приговорил Дмитрия Белкина к пожизненному заключению в колонии особого режима — вердиктом присяжных он был признан виновным в 22 убийствах. В настоящее время Белкин отбывает наказание в ИК-18 в Ямало-Ненецком автономном округе. 

Его сообщник Олег Пронин по прозвищу «Аль-Капоне» получил 24 года колонии строгого режима[когда?] за убийство следователя Юрия Керезя в 1998 году. 
За время процесса над Белкиным и Прониным один свидетель по этому делу, находящийся под защитой по программе о защите свидетелей, был убит, другой пережил покушение и находится в коме, убит адвокат, представлявший интерес потерпевшей стороны. На следующий день после вынесения приговора был убит ещё один адвокат. Изначально связь этих преступлений с делом Ореховской ОПГ не была установлена, однако, следствие показало, что когда началась вторая волна судебных процессов по преступлениям «ореховских», киллеры действовали по приказам, которые передавались по цепочке от руководства банды, — так утверждал руководитель ГСУ СК России по Московской области Андрей Марков.
15 августа 2015 в ходе спецопераций в Тверской области были схвачены 10 активных участников «ореховской» ОПГ. Двое из них — Игорь Сосновский (Чипит) и Сергей Фролов (Болтон) — находились в международном розыске с 1998 года.
5 июля 2017 года во Владимирской области был задержан один из последних оставшихся в живых участников «ореховской» ОПГ, Александр Шарапов.
К июлю 2017 года участникам орехово-медведковской ОПГ было вынесено 49 обвинительных приговоров, общий срок по которым превышает 800 лет.
23 сентября 2019 года телеграм-канал Baza сообщил, что осуждённый Олег Пылёв признался в ещё одном убийстве, совершённом в Испании: жертвой стал некто Александр Финнер. Признание Пылёв сделал после того, как следователи доказали причастность Александра Шарапова к убийству Алексея Пирогова из Ореховской ОПГ, совершённому в 1998 году.
8 июля 2020 года член ореховской преступной группировки Александр Шарапов, обвинявшийся в убийстве пяти человек в 1990-е годы, приговорен к 15 годам заключения.
.
19 мая 2023 года Московский областной суд признал Сергея Фролова и его шестерых сообщников виновными по ряду статей, в том числе по статьям 105 («Убийство»), 209 («Бандитизм»), 210 («Организация преступного сообщества или участие в нем») и 222 («Незаконный оборот оружия») УК РФ. Фролов был приговорён к пожизненному лишению свободы, другие подсудимые получили от 10 до 19 лишения свободы в колониях особого и строгого режимов со штрафами до 600 тысяч рублей. Сумма всех приговоров, вынесенных судами членам Ореховской ОПГ к тому моменту, составила 940 лет.
21 ноября 2023 года стало известно, что осуждённый на 24 года тюрьмы Олег Пронин был освобождён.
16 октября 2024 года за расстрел в 1998 году лидера Ореховский группировки, неоднократно судимого Николая Ветошкина (Витохи) и ряд других убийств, задержана целая бригада пожилых боевиков Ореховской ОПГ, лидером которой, по данным правоохранителей, являлся помощник председателя Российского союза ветеранов Афганистана Евгений Стерлядкин. 28 марта 2007 года на Стерлядкина (известного в ореховских кругах под кличкой «Женя Моник», «Монашка») было совершено покушение, во время которого, погиб находившийся с ним в одном автомобиле оперуполномоченный отдела по борьбе с оргпреступностью УВД Южного округа Аркадий Илюхин, скончавшийся на месте от полученных ранений.

## В массовой культуре
- «Бригада» — телесериал, в основу сценария которого была положена история ореховской ОПГ[38].
- Документальный фильм Вахтанга Микеладзе «Чёрная метка Сильвестра» из цикла «Документальный детектив».
- Документальный фильм Вахтанга Микеладзе «Чикаго на Борисовских прудах» из цикла «Документальный детектив».
- Документальный фильм Вахтанга Микеладзе «Осколки от „ореховских“» из цикла «Документальный детектив».
- Документальный фильм «Не дожившие до пожизненного заключения» (3 серии) из цикла Вахтанга Микеладзе «Приговорённые пожизненно».
- «Универ» — телесериал, в котором персонаж Сильвестр Андреевич Сергеев намекает на главаря Ореховской ОПГ.